# مفارقة التسامح

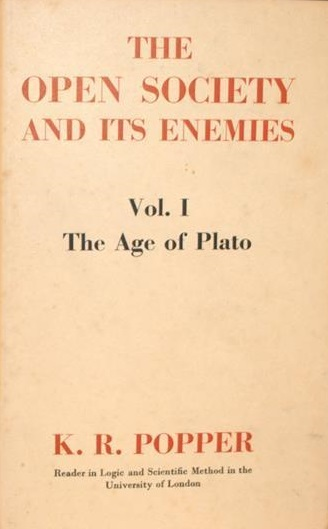

وصف كارل بوبر مفارقة التسامح في عام 1945. وتنص المفارقة على أنه إذا كان المجتمع متسامحا جداً، فإن قدرته على التسامح سوف تحاز أو تُدمر في نهاية المطاف من قبل التعصب. وخلص بوبر إلى الاستنتاج الذي يبدو مفارقًا أنه من أجل الحفاظ على مجتمع متسامح، يجب أن يكون هناك وجود للتعصب.

## مناقشات
عرف الفيلسوف كارل بوبر المفارقة في عام 1945 في المجتمع المفتوح وأعدائه (في الملاحظة الرابعة إلى الفصل السابع).
أقل وضوحا هو مفارقة التسامح: التسامح غير المحدود سيؤدي حتماً إلى اختفاء التسامح. وإذا كنا نقدم التسامح غير المحدود حتى لغير المتعصبين، وإذا لم نكن مستعدين للدفاع عن مجتمع متسامح ضد هجمة التعصب، فإن المتسامح سيدمر ويتسامح معهم. - في هذه الصيغة، لا أفترض هذا، على سبيل المثال، ينبغي لنا دائما أن نقمع النقاش عن الفلسفات المتعصبة؛ طالما أننا يمكن أن نواجهها من قبل حجة عقلانية والاحتفاظ بها في الاختيار من قبل الرأي العام، فالقمع هنا سيكون بالتأكيد حكمة. ولكن ينبغي علينا أن ندعي الحق في قمعها إذا لزم الأمر حتى بالقوة؛ لأنه قد يتحول بسهولة إلى أنهم ليسوا على استعداد لمقابلتنا على مستوى الحجة العقلانية، ولكن تبدأ من خلال إدانة كل حجة؛ فإنها قد تمنع أتباعهم للاستماع إلى حجة عقلانية، لأنها خادعة، وتعلمهم الرد على الحجج المسالمة من خلال استخدام القبضات أو مسدسات. ولذلك ينبغي أن ندعي باسم التسامح، الحق هو عدم التسامح مع التعصب.

خلص إلى أن ما يبرره في رفض التسامح مع التعصب: «ولذلك ينبغي أن ندعي باسم التسامح، الحق هو عدم التسامح مع التعصب».
في عام 1971، يختتم الفيلسوف جون رولس في «نظرية في العدالة» أن المجتمع العادل يجب أن يتسامح مع التعصب، لخلاف ذلك، فإن المجتمع نفسه في حد ذاته يكون متعصب، وبالتالي غير عادل. ومع ذلك، يصر رولس أيضا، مثل بوبر، على أن المجتمع له الحق المعقول في حفظ الذات الذي يحل محل مبدأ التسامح: «في حين أن طائفة التعصب ليست في حد ذاتها عنوان للشكوى من التعصب، وينبغي أن تقتصر حريتها فقط عندما يكون المتسامح صادق وبهذا سيعتقدون أن أمنهم وأمن مؤسسات الحرية معرضة للخطر».
في عام 1997، طلب مايكل ولزر «هل يجب أن نتسامح مع التعصب؟» ويلاحظ أن معظم الجماعات الدينية من الأقليات المستفيدة من التسامح هي نفسها غير متسامحة، على الأقل من بعض النواحي. في النظام المتسامح، قد يتعلم هؤلاء الناس التسامح، أو على الأقل أن يتصرفوا «وكأنهم يمتلكون هذه الفضيلة».
كان توماس جيفرسون قد تناول بالفعل فكرة مجتمع متسامح في خطابه الافتتاحي الأول، بشأن أولئك الذين قد يزعزعون استقرار البلاد ووحدتها، قائلا: «... دعهم يقفون دون عائق كآثار للسلامة التي قد يكون خطأ الرأي فيها متسامحا حيث يترك العقل حرا لمكافحته».

### التسامح وحرية التعبير
إن مفارقة التسامح مهمة في مناقشة ما إذا كانت ستحدد على حرية التعبير. وأكد بوبر أن السماح بحرية التعبير لمن يستخدمونها للقضاء على المبدأ الذي يعتمدون عليه هو أمر متناقض. وقال روزنفيلد «هذا يبدو متناقض، توسيع حرية التعبير للمتطرفين الذين... إذا نجحوا، سيَقمعون بلا رحمة خطاب أولئك الذين يختلفون معهم»، ويشير إلى أن الديمقراطيات في أوروبا الغربية والولايات المتحدة لديها نهجاً متعارضاً للسؤال عن التسامح مع خطاب الكراهية.
يرى آخرون أن الكلام غير المتسامح، الذي هو مجرد إشارة إلى موقف الاستبعاد، يجب أن يخضع لمعيار مختلف من التبرير من العمل العنيف أو القمعي (المباشر) القائم على موقف الاستبعاد. إن العمل العنيف على أساس عقدي يبرر العنف في كل مكان، على أساس عقيدة الجميع".
كما أن انتقادات التعصب العنيف ضد حالات خطاب التعصب هي أيضا من سمات «أخلاقيات الخطاب» التي طورها يورغن هابرماس[9] وكارل أوتو آبل[10] «وسائل التوصل إلى اتفاق تتجلى بشكل متكرر في صكوك القوة». (المرجع السابق هابيرما.س)

### الميل إلى المماثل والتسامح
العلاقة بين المماثل (تفضيل للتفاعل مع أولئك الذين لديهم صفات مماثلة) والتعصب تتجلى عندما يواجه الشخص المتسامح معضلة الاختيار بين إقامة علاقة إيجابية مع الفرد المتسامح من مجموعة مختلفة، أو إقامة علاقة إيجابية مع عضو غير متسامح. وفي الحالة الأولى، يرفض العضو المتسامح داخل المجموعة الارتباط القائم مع فرد آخر، مما يؤدي بالضرورة إلى علاقة سلبية مع تساويه المتسامح؛ بينما في الحالة الثانية، يتم اعتماد العلاقة السلبية تجاه الفرد الآخر من المجموعة من قبل عضو غير متسامح داخل المجموعة ويعزز علاقة إيجابية بينهما.
قد تم النظر في هذه المعضلة من قبل أغويار وبرافانو في التسامح مع التعصب: الميل إلى المماثل والتعصب، والفصل في الشبكات المتوازنة الاجتماعية، ووضعا نموذج لمجتمع من الأفراد الذين يحكمهم العلاقات خلال شكل معتدل من نظرية التوازن هيدر.